# Blonde (roman)
Pour les articles homonymes, voir Blonde.
Blonde est un roman de l'écrivaine américaine Joyce Carol Oates, paru en 2000.  
Initialement, le roman ne devait pas dépasser les 175 pages. Le manuscrit rendu en contenait 1400. 

## Résumé
Biographie fictive, Blonde retranscrit la vie intérieure, poétique et spirituelle de Norma Jeane Baker, plus connue sous le nom de Marilyn Monroe. On retrouve dans cette œuvre, comme souvent chez Joyce Carol Oates, une vision sordide des États-Unis et une conscience de l'injustice de la condition féminine.
L'héroïne du roman ressemble beaucoup à ce qu'on connaît de l'actrice : une enfant mal aimée, sans cesse à la recherche d'un amour démesuré et impossible à obtenir, usant de n'importe quel moyen pour s'approcher d'un bonheur qui n'aurait forcément jamais l'ampleur de ses rêves.
Blonde est répartie en cinq chapitres qui sont : L’Enfant, La Jeune Fille, La Femme, Marilyn, La Vie après la mort. Née en 1926, Marilyn Monroe était quasi orpheline, puis elle est devenue pin-up pour des calendriers, avant d’être actrice de seconde zone, et finit par rayonner dans les studios à partir de 1953.

## Citations
« Le fait est qu'on ne regardait jamais personne d'autre si on pouvait regarder Monroe »

## Adaptations

### Théâtre
- 2011 : Norma Jeane, librement inspiré du roman, adapté et mis en scène par John Arnold[4] ; production du Théâtre des Quartiers d'Ivry[5] Avec Marion Malenfant dans le rôle de Norma Jeane[6].

### Cinéma
- 2001 : Blonde, mini-série américaine réalisée par Joyce Chopra, avec Poppy Montgomery dans le rôle de Marilyn Monroe, Patricia Richardson et Patrick Dempsey
- 2022 : Blonde, film américain d'Andrew Dominik avec Ana de Armas

## Prix
Il a été finaliste pour le prix Pulitzer en 2001 et le National Book Award en 2000. 
Cette œuvre a valu à Joyce Carol Oates le prix mondial Cino Del Duca le 25 mai 2020.

## Personnages
Dans Blonde , les maris de Marilyn Monroe, Joe DiMaggio et Arthur Miller, sont respectivement appelés l'ex-athlète et le dramaturge. Leurs noms réels ne sont jamais mentionnés. James Dougherty, le premier mari de Marilyn Monroe, est désigné par le pseudonyme Bucky Glazer.
Le personnage Norma Jeane Baker est né lorsque l’auteure a découvert des photos de Marilyn Monroe alors qu’elle n’était encore qu’une jeune fille de 17 ans, pleine d'assurance, avant qu'elle ne passe entre les mains des esthéticiens et des chirurgiens esthétiques d'Hollywood.

## Réception critique
D’après Les Inrockuptibles, le roman présente Hollywood comme une entité à part entière, ayant transformé Norma Jeane en cette pin-up et sex-symbol des années 60 que nous connaissons tous: Marilyn Monroe, cette jeune fille timide voulant à tout prix faire du cinéma, se laissant piéger par Hollywood et devenant son plus beau produit, un simple corps-objet. Pour Joyce Carol Oates, auteure de Blonde, Marilyn Monroe était bien plus que ça, malgré le fait qu'elle soit cantonnée au stéréotype de la « blonde sensuelle », elle se trouve être intelligente, perfectionniste et pourvue d’un immense talent. Toujours selon l'auteure, Marilyn Monroe, malgré son manque de confiance, n’aurait pas dû quitter les théâtres New Yorkais et rejoindre les studios d'Hollywood, coupables de sa mort. ” 